# Nobiltà belga

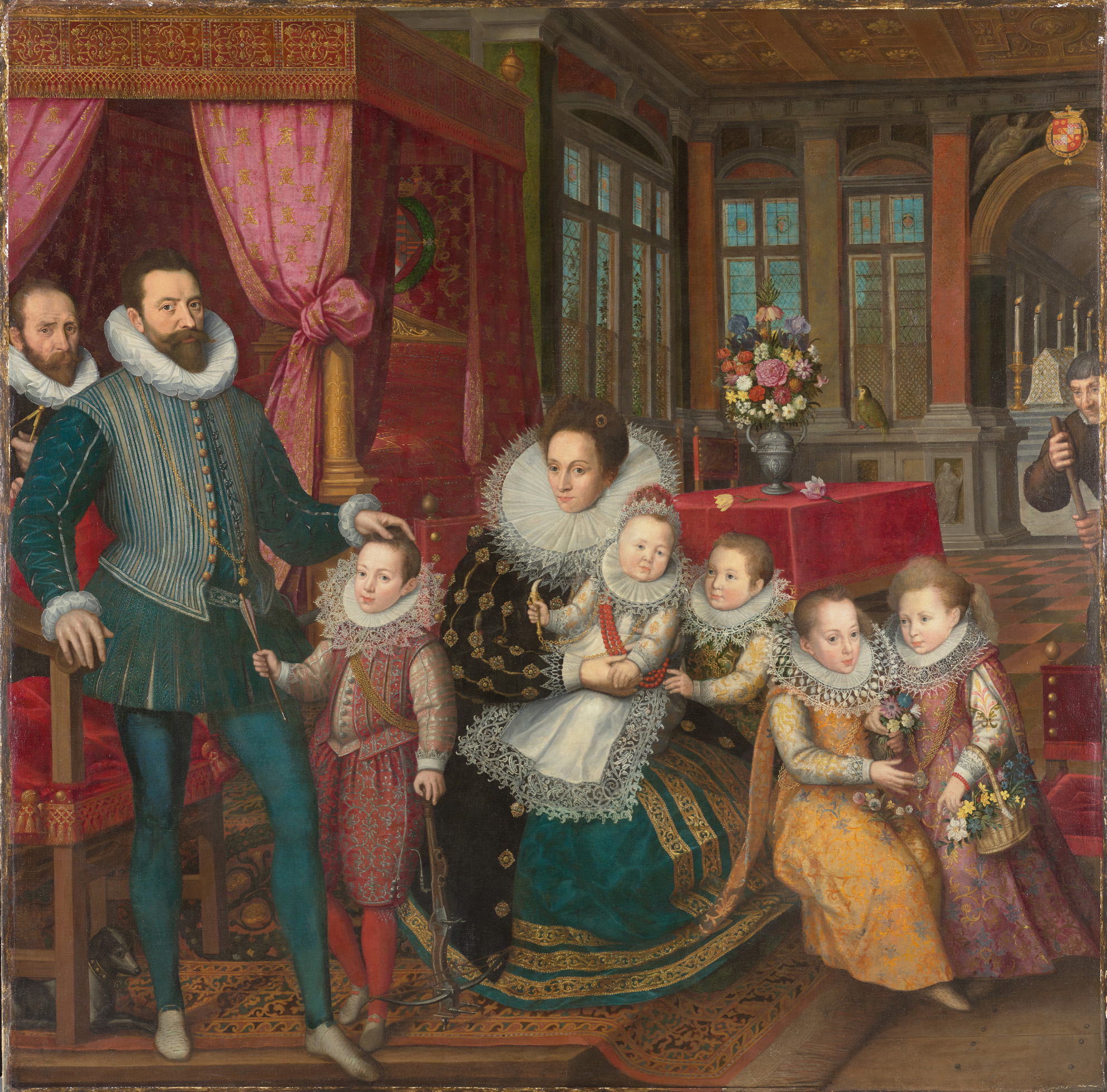
Ritratto di Frans Pourbus il Giovane, raffigurante l'unione di Carlo d'Arenberg e Anne di Croÿ, membri di due delle più antiche e potenti casate della nobiltà belga

La Nobiltà belga comprende tutti gli individui e le famiglie riconosciute dal Regno del Belgio come membri della classe aristocratica, ovvero godenti di privilegi ereditari.

## Caratteristiche
La nobiltà belga è nota per essere perlopiù cattolica, tradizionalista e realista. Vivendo in un paese bilingue (francese e olandese) con maggioranza di lingua olandese, storicamente la lingua madre era il francese.
Nel Regno del Belgio vi sono circa 1300 famiglie nobili con circa 20.000 membri, di cui 400 famiglie hanno una nobiltà ascrivibile a prima del XVII secolo. Dal momento che il Belgio è una monarchia costituzionale, non vi sono privilegi legali legati alla nobilitazione dell'aristocrazia. Gran parte dei cognomi nobili dispongono del predicato de (francese) o van (olandese) come prefisso.
L'aristocrazia belga moderna è solitamente impegnata coi suoi membri nella proprietà o nella direzione di compagnie nazionali o internazionali, nel settore bancario, nella diplomazia, ecc. Molte delle famiglie più antiche detengono ancora oggi importanti castelli o preziose ville nelle aree rurali.
I cittadini belgi che si distinguano nel mondo del commercio, della politica, delle arti, delle scienze, degli sport e in altri campi per servizi straordinari nei confronti del regno possono ricevere lo status di "nobile" ed il relativo titolo. Recenti esempi includono Ilya Prigogine (chimico, Premio Nobel; creato visconte nel 1989), Omer Vanaudenhove (ministro e imprenditore; creato visconte nel 1989),  Paul Janssen (imprenditore; creato barone nel 1990), Pierre Harmel (politico, Primo ministro del Belgio; creato conte nel 1991), Dirk Frimout (astronauta; creato visconte nel 1992), Peter Piot (microbiologo; creato barone nel 1995), Eddy Merckx (ciclista; creato barone nel 1996), Patrick d'Udekem d'Acoz (consuocero del sovrano; creato conte nel 1999), Toots Thielemans (musicista; creato barone nel 2001), Frank De Winne (astronauta; creato visconte nel 2002), Jacques Rogge (Presidente della Commissione Olimpica Internazionale; creato conte nel 2002), Gerard Mortier (direttore d'orchestra, creato barone nel 2007), Ingrid Daubechies (fisica e matematica; creata baronessa nel 2012) e Paul Buysse (dirigente; creato conte nel 2014).

## Gerarchia
| Titoli nobiliari del Belgio |        |          |       |          |      |          |
| Cavaliere                   | Barone | Visconte | Conte | Marchese | Duca | Principe |

### Principi

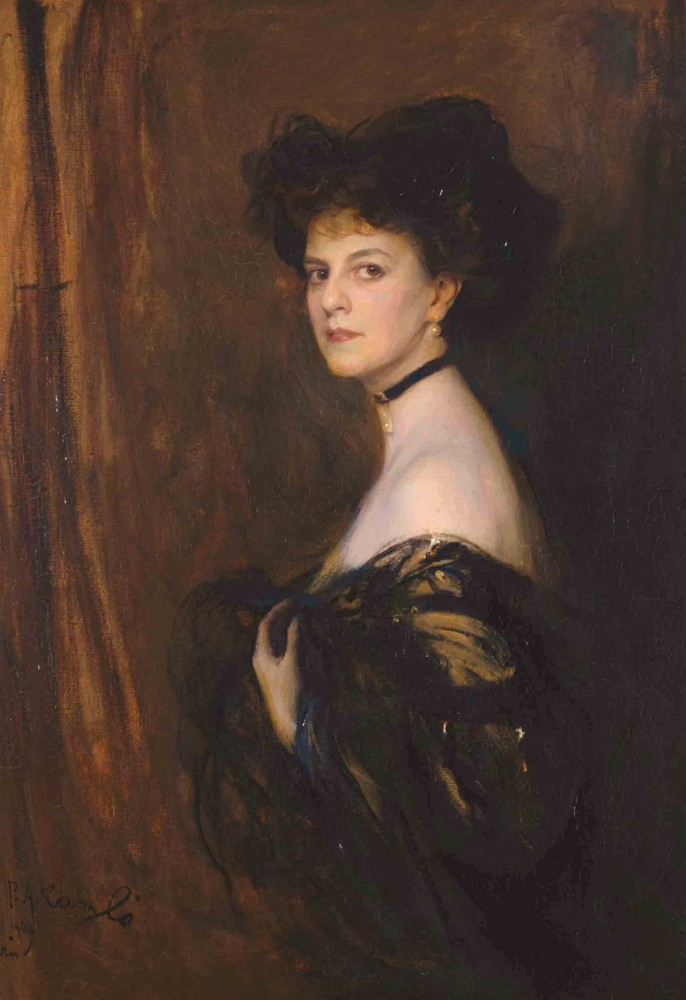
Élisabeth, contessa Greffulhe, "regina" della società parigina durante la Belle Époque, fu un membro della famiglia principesca dei Riquet de Caraman-Chimay e, per matrimonio, della famiglia comitale dei Greffulhe

Il titolo di Principe (Prince in francese, Prins/Vorst in olandese) non è un titolo garantibile ai nuovi membri della nobiltà e può essere concesso unicamente per primogenitura maschile o per multipla linea maschile. Gran parte delle famiglie che portano il titolo di principi sono molto antiche (risalgono a prima del XV secolo) ed i loro antenati hanno spesso portato altri titoli prima di ottenere il riconoscimento dello status principesco in Belgio. La tradizione di ricevere i principi a corte nel cosiddetto Salon Bleu del Palazzo Reale di Bruxelles, talvolta sono definiti anche Noblesse du Salon Bleu (Nobiltà del Salone Blu). Alcune famiglie hanno ottenuto questo titolo da potenze straniere dominanti il Belgio.
I membri della famiglia reale portano il titolo di Principe del Belgio come titolo non ereditario. Ad esempio il principe ereditario solitamente ottiene il titolo di Duca di Brabante (Duc de Brabant/Hertog van Brabant), mentre re Alberto II divenne noto col titolo di Principe di Liegi (Prince de Liège/Prins van Luik) prima della sua ascesa al trono, come fratello del sovrano.
Gran parte delle famiglie che detengono il titolo di "principe" o "principessa" spesso hanno combinato tale titolo con altri titoli e godono dello status di Altezza Serenissima.
- Swiatopelk-Czetwertynski, principe Michel Czetwertynski, principe Alexandre Czetwertynski, principe Tinko Czetwertynski riconosciuti nel 2007
- Carlo di Svezia, duca di Ostergotland (1911–2003), fratello della regina Astrid del Belgio, avendo sposato la contessa Elsa von Rosen nel 1937 in opposizione alle leggi svedesi, fu costretto ad abbandonare i propri titoli in Svezia e la propria pretesa al trono e ricevette da suo cognato il re Leopoldo III del Belgio il titolo di "Principe Bernadotte" a vita nella nobiltà belga, e di conte/contessa Bernadotte per i suoi discendenti.
- Béthune-Hesdigneul, titolo principesco per primogenitura, i cadetti non hanno titoli
- Asburgo-Lorena, arciduchi Rudolf (1950) e Carlo Cristiano d'Austria (1954), ed i loro eredi maschi legittimi, sono stati incorporati nella nobiltà belga col titolo di Altezza Serenissima ed il titolo di principi d'Asburgo-Lorena rispettivamente nel 1978 e nel 1983
- Ligne, conti imperiali dal 1549, principi imperiali dal 1601, mediatizzati nel 1803, riconosciuti dal 1923 col titolo di "Principe di Ligne, d'Amblise e d'Epinoy" per primogenitura maschile e col titolo di Altezza a ciascun membro della famiglia a cui compete anche il titolo principesco.
- Lobkowicz, mediatizzati dalla Boemia dove nel 1624 avevano ottenuto il titolo di principi imperiali e lo status di Altezza Serenissima riconosciuto anche in Belgio a quanti avessero deciso di divenire sudditi belgi.
- Mérode, conti imperiali dal 1622; i capi della casata portano il titolo di marchese di Westerlo dal 1626 e di principe di Rubempré ed Everberg dal XVIII secolo, nonché il titolo di principe di Grimbergen ereditato per primogenitura da Marie-Josephe de Mastaing-Oignies nel 1842; ciascun membro dal 1929 gode dello status di principe/principessa di Mérode.
- Mary Lilian Baels, seconda moglie di re Leopoldo III, venne proclamata principessa di Réthy da suo marito in occasione del loro matrimonio nel 1941. Ella non portò mai il titolo di regina ma ottenne lo status di Altezza Reale anziché quello di Maestà. Al tempo dell'annuncio, il re si trovava agli arresti domiciliari sotto l'autorità nazista che occupava il Belgio mentre il suo governo era all'estero e pertanto la formalizzazione avvenne tramite il cardinale Jozef-Ernest Van Roey.
- Riquet, principi di Chimay dal 1824 e principe di Caraman dal 1856 per primogenitura; dal 1889 ciascun membro maschio della famiglia porta il titolo combinato di principe di Caraman-Chimay, mentre dal 2007 ogni femmina porta il titolo di principessa.
- Principessa Stéphanie di Windisch-Graetz (1909–2005), nata in una famiglia mediatizzata austriaca che aveva ricevuto il titolo di conti imperiali dal 1658 e di principi imperiali dal 1804, venne naturalizzata belga ed incorporata nell'aristocrazia locale col titolo di Altezza Serenissima.

### Duchi

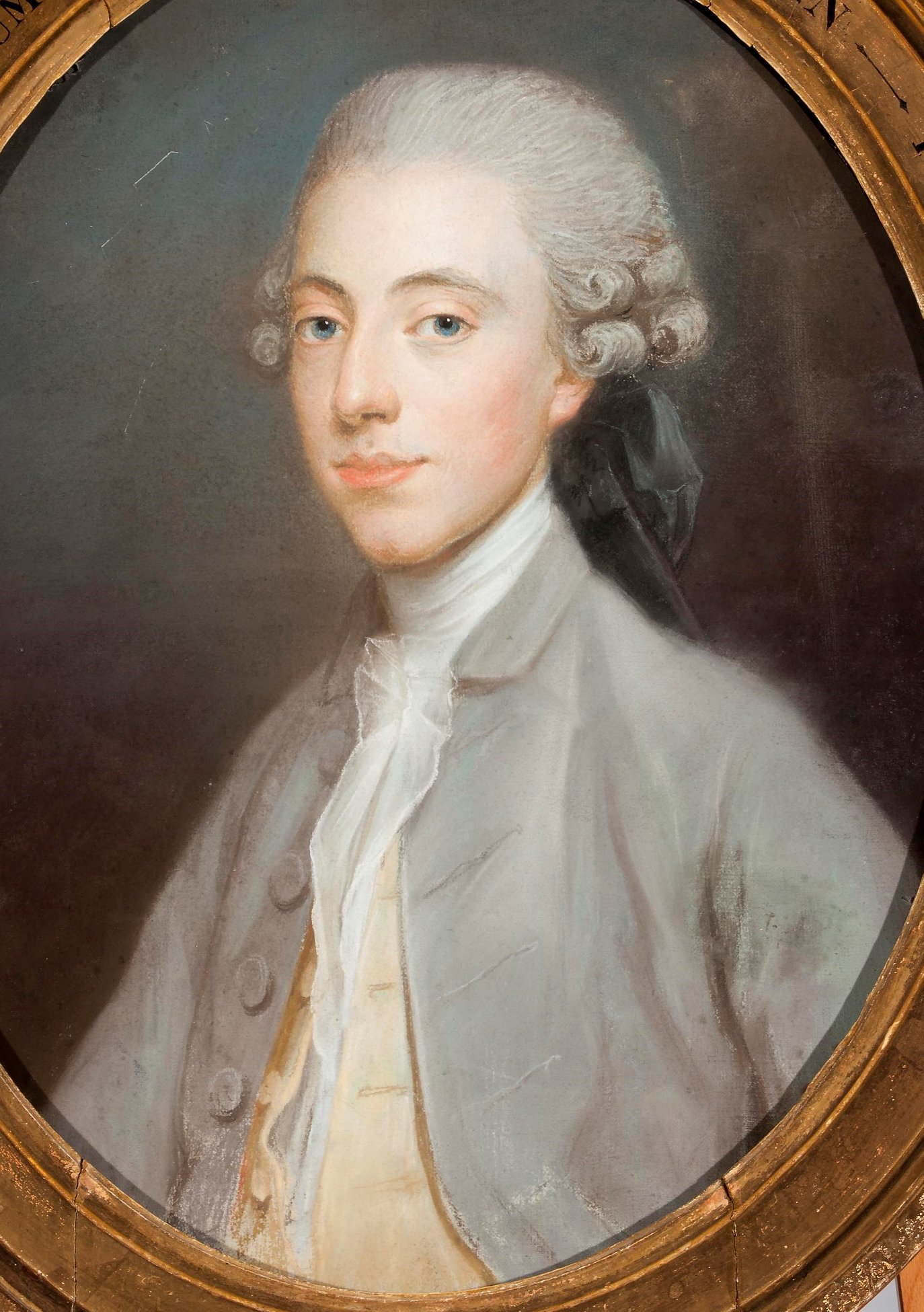
Wolfgang Willem van Ursel, III duca di Ursel 1750-1804

I membri di alcune casate portano il titolo di duca (duc in francese, hertog in olandese). Il titolo ducale non è mai stato garantito a persone non membri della famiglia reale del Belgio e pertanto le famiglie che ancora oggi ne detengono uno senza essere imparentate coi re del Belgio devono queste concessioni a potenze straniere di altre giurisdizioni. Tenuto spesso dal capofamiglia, spesso i cadetti portano il titolo di conte, dal momento che "duca" è considerato in Belgio addirittura un titolo superiore a quello di "principe" in uso presso altre famiglie.
Tra le famiglie belga investite del titolo di duca citiamo:
- Arenberg,[1][2] conti imperiali dal 1576, duchi di Aarschot dal 1616, duchi imperiali dal 1644, principi sovrani nel 1803-1811, mediatizzati; tutti i membri della famiglia, maschi e femmine, portano il titolo di duca e principe con riconoscimento ufficiale da parte della monarchia belga del trattamento di Altezza Serenissima nel 1953 ed il titolo di duca al solo capo della casata nel 1993
- Beaufort-Spontin,[3] marchesi dei Paesi Bassi austriaci nel 1746 col rango di principe per primogenitura, duchi nel 1782 e nuovamente dal 1876, conti imperiali dal 1789; i membri della famiglia sono conti/contesse di Beaufort-Spontin, mentre il capofamiglia porta il titolo di duca ed il trattamento di Altezza Serenissima
- Croÿ, principi imperiali nel 1486, 1594 e 1664, duchi francesi nel 1598 e nel 1768; ogni membro è indicato come principe/principessa di Croÿ e col trattamento di Altezza Serenissima, mentre il capofamiglia porta il titolo di duca
- Looz-Corswarem, duchi dei Paesi Bassi Austriaci nel 1734; mediatizati, i cadetti portano il titolo di principi/principesse di Looz e Corswarem col trattamento di Altezza Serenissima, mentre il capofamiglia porta il titolo di duca.
- Ursel, conti imperiali dal 1638, principi e duchi di Ursel e di Hoboken dal 1716 nei Paesi Bassi austriaci; ogni membro porta il titolo di conte d'Ursel, mentre il capofamiglia è inoltre duca e principe di Ursel

### Marchesi
Solo undici famiglie portano in Belgio il titolo di marchese. In gran parte di queste famiglie, il titolo è concesso per discendenza maschile e per primogenitura.

### Conti
I titoli di Conte di Hainaut e di Conte delle Fiandre, storicamente associati alle principali province dell'attuale Belgio, sono utilizzati come titoli dinastici della famiglia reale belga.
Il titolo di conte, normalmente, è però il titolo più alto concesso dal monarca belga e vi sono in tutto circa 90 famiglie i cui membri portano il titolo di conte o contessa. Talvolta il titol deriva per primogenitura maschile, altre volte la concessione è per via generica maschile, occasionalmente può essere concessa solo ai figli del capofamiglia.

### Visconti
Sono circa 45 le famiglie belga a portare il titolo di visconte (vicomte in francese, Burggraaf in olandese).

### Baroni
Più di 300 persone in Belgio portano il titolo di barone o baronessa. Il titolo può essere concesso per primogenitura maschile o concesso a tutti i figli legittimi del titolare.

### Famiglie nobili senza titolo
Vi sono in Belgio famiglie nobili non titolate specificatamente e che portano genericamente il titolo di Écuyer (parola francese per "scudiero") o Jonkheer (parola olandese, originariamente usata per definire i giovani nobili) che, come il termine inglese Honourable, è utilizzato come titolo onorifico generico per i non titolati ma appartenenti all'aristocrazia. Talvolta esso è utilizzato al posto dell'anglosassone Mr. (in francese Monsieur). La figlia di una persona che ha il titolo di Jonkheer o Jonkvrouw, è indicata solitamente col titolo di Mevrouw (corrispondente all'inglese "Mrs."). Il titolo di Écuyer non ha l'equivalente femminile.
Pur essendo una titolazione generica, alcune famiglie hanno trasmesso tale titolo per via ereditaria e per primogenitura, in particolare quelle casate che hanno ricevuto la nobilitazione da altre potenze straniere (imperatori, re di Francia e altre giurisdizioni) prima della creazione del regno del Belgio.